# Pascal Eenkhoorn
Pascal Eenkhoorn (Genemuiden, 8 de febrero de 1997) es un ciclista profesional neerlandés, miembro del equipo Soudal Quick-Step.

## Trayectoria
En 2018 fue fichado por el Team LottoNL-Jumbo. A pesar de esta contratación, fue expulsado del equipo por tener en posesión medicamentos para dormir no suministrados por el equipo, lo que suponía una violación de las normas internas del equipo. Finalmente solo fue suspendido por su equipo durante dos meses.

## Palmarés
2017
- Tour de Olympia, más 1 etapa

2018
- 1 etapa de la Settimana Coppi e Bartali
- 1 etapa del Colorado Classic

2020
- 1 etapa de la Settimana Coppi e Bartali

2021
- Flecha de Heist

2022
- Campeonato de los Países Bajos en Ruta

## Resultados en Grandes Vueltas y Campeonatos del Mundo
| Carrera         | Carrera         | 2018 | 2019 | 2020 | 2021 | 2022 | 2023 | 2024 | 2025 |
| --------------- | --------------- | ---- | ---- | ---- | ---- | ---- | ---- | ---- | ---- |
|                 | Giro de Italia  | —    | —    | —    | —    | 62.º | —    | —    | —    |
|                 | Tour de Francia | —    | —    | —    | —    | —    | 91.º | —    | 49.º |
|                 | Vuelta a España | —    | —    | —    | —    | —    | —    | —    | —    |
| Mundial en Ruta | Mundial en Ruta | —    | —    | Ab.  | 66.º | 28.º | Ab.  | —    | —    |

—: no participa
Ab.: abandono